# Waleri Antonowitsch Didenko
Waleri Antonowitsch Didenko (russisch Валерий Антонович Диденко; * 4. März 1946 in Puschkino, Russische SFSR) ist ein ehemaliger sowjetischer Kanute aus Russland.

## Karriere
Bei den Olympischen Spielen 1972 in München gehörte Waleri Didenko neben Jurij Filatow, Wolodymyr Morosow und Jurij Stezenko zum sowjetischen Aufgebot im Vierer-Kajak. Auf der 1000-Meter-Strecke zog die sowjetische Mannschaft jeweils als Gewinner ihres Vorlaufs und Halbfinallaufs ins Finale ein. Dieses schloss sie mit einer Rennzeit von 3:14,02 Minuten vor den Mannschaften aus Rumänien und Norwegen auf dem ersten Platz ab und wurde damit Olympiasieger.
Weitere Erfolge erzielte Didenko auch bei Weltmeisterschaften. 1970 in Kopenhagen und 1971 in Belgrad wurde er dabei im Vierer-Kajak auf der 1000-Meter-Distanz jeweils Weltmeister. 1973 belegte er in dieser Disziplin in Tampere den zweiten Platz. Bei den Europameisterschaften 1967 in Duisburg schloss Didenko den Wettbewerb im Vierer-Kajak über 1000 Meter auf Rang zwei ab und sicherte sich über 10.000 Meter den Titelgewinn. 1969 wurde er mit dem Vierer-Kajak in Moskau über 1000 Meter Dritter.